# Napoléon Dorval
Pour les articles homonymes, voir Dorval (homonymie).
Napoléon Dorval est le troisième entraîneur chef des Canadiens de Montréal. Il s'occupe de l'équipe alors qu'elle évolue dans l'Association nationale de hockey pendant les saisons 1912 et 1912-1913. Il reste deux saisons à la tête de l'équipe et comptabilise dix-sept victoires et vingt-et-une défaites.

## Biographie
Au début du XXe siècle, Napoléon Dorval est un des actionnaires du Club Athlétique Canadien, les propriétaires de l’équipe. Il est nommé responsable de l'équipe en 1911 à la suite de l'assemblée générale des Canadiens de Montréal et prend la suite d'Adolphe Lecours. Dorval prend la tête de l'équipe alors que celle-ci voit le départ d'Édouard « Newsy » Lalonde pour rejoindre les Millionnaires de Vancouver dans l'Association de hockey de la Côte du Pacifique.
Les Canadiens démarrent bien la saison 1912 de l'ANH, puisqu'ils remportent six des 10 premiers matchs mais ils enchaînent alors six défaites et finissent le calendrier de 18 rencontres avec seulement huit victoires. Malgré la dernière place au classement de la saison, le gardien Georges Vézina, est élu meilleur gardien de l'ANH et permet à son équipe de finir avec seulement 66 buts contre, le plus faible total du circuit. Après seulement une saison dans la PCHA, Lalonde fait son retour au sein de l'équipe.
Il revient au club pour reprendre son poste de capitaine, retour qui ne fait pas plaisir à Didier Pitre qui demande, en vain, son transfert de l’équipe. Encore une fois, les débuts de la saison de l'équipe de Montréal sont bons puisqu'ils remportent sept matchs sur dix mais encore une fois en février, les résultats sont plus difficiles avec seulement une victoire sur neuf matchs. Les Canadiens terminent la saison quatrième de la ligue avec neuf victoires et onze défaites.
Durant sa prise en charge de l'équipe, Dorval — surnommé « l'artiste » — a plus souvent l'habitude de dessiner ses joueurs que d'encadrer l’équipe. Ainsi, il arrive à plusieurs reprises que le club fasse appel à Billy Noseworthy pour le remplacer,. Par exemple, on sait que Noseworthy était derrière le banc de l'équipe lors de la victoire de 5 à 4 du Canadien contre les Sénateurs d'Ottawa, le 17 janvier 1912. Dans le même temps, le journal La Presse publie ses dessins. Dorval est remplacé sur le banc par Jimmy Gardner avant les débuts de la saison 1913-1914, ce dernier occupant le poste d'entraîneur-joueur de l'équipe.

## Statistiques
| Saison    | Équipe                | Ligue |    | PJ | V  | D                    |  | Classement |
| 1911-1912 | Canadiens de Montréal | ANH   | 18 | 8  | 10 | Quatrième sur quatre |  |            |
| 1912-1913 | Canadiens de Montréal | ANH   | 18 | 9  | 11 | Quatrième sur six    |  |            |